# Дьячков, Сергей Константинович
Серге́й Константи́нович Дьячко́в (29 марта 1945, Москва — 18 июля 2006, Москва) — советский и российский музыкант, певец и композитор. Один из основателей рок-группы «Цветы». Автор популярных песен «Алёшкина любовь», «Школьный бал», «Ветка жасмина», «Шарик», «Честно говоря», «Не надо» и др. Автор многих современных аранжировок. Песни С. Дьячкова исполняли известные музыкальные коллективы: ансамбль «Весёлые ребята», ВИА «Поющие гитары», ВИА «Самоцветы», ВИА «Коробейники», ВИА «Синяя птица», группа «Цветы».
Сергей Дьячков написал музыку к 50 популярным песням, внёс большой вклад в отечественную[уточнить] музыкальную культуру и получил широкое общественное признание.

## Биография
Сергей Дьячков родился 29 марта 1945 года в городе Москве.
В 1951 году в возрасте 6 лет поступил учиться в Гнесинскую музыкальную школу.
1962—1966 — учёба в Мерзляковском музыкальном училище при консерватории имени П. И. Чайковского по классу фортепиано.
В 1967—1968 годах работал пианистом в Московском объединении музыкальных ансамблей, аккомпанировал в кинотеатрах перед сеансом. В 1968—1969 годах работал пианистом в Москонцерте, на гастролях аккомпанировал певице Ружене Сикоре.
В 1969 году женился на Светлане.
В 1969 году участвовал в создании ВИА «Тон» («Коробейники») при Московском мюзик-холле, где подружился с гитаристом Владимиром Семёновым.
В 1970 году родился сын Дмитрий.
В 1970 вышла пластинка ансамбля «Весёлых ребят», в котором одной из песней была песня С. Дьячкова на стихи О. Гаджикасимова «Алёшкина любовь». Дьячков приобрёл известность как талантливый и современный композитор. С начала 70-х сотрудничал с Юлием Слободкиным, написал несколько песен для ВИА «Москвичи». 
В 1971 — работа музыкальным руководителем самодеятельного ансамбля «Млада» ДК «Высотник». Познакомился со Стасом Наминым и Александром Лосевым и решил записать пластинку. Намин взялся за организацию записи на фирме «Мелодия». На тот момент у Дьячкова были написана две песни — «Не надо» на стихи О. Гаджикасимова и «Честно говоря» на стихи М. Ножкина. Для записи пластинки не хватало песенного материала, и Дьячков обратился к Семёнову, у которого были написаны песни «Звёздочка моя ясная» на стихи О. Фокиной и «Больше жизни» на стихи Л. Дербенёва. Композитор Оскар Фельцман дал согласие на две песни «Есть глаза у цветов» и «Колыбельная» на стихи Р. Гамзатова. Для подготовки и записи первых двух пластинок был создан коллектив, состоящий из Намина (электрогитара), Лосева (вокал, бас-гитара), Семёнова (акустическая гитара), Дьячкова (пианино), Юрия Фокина (барабаны), который в дальнейшем стал известен под названием «Цветы».
В 1971—1972 годах были записаны две пластини, которые в 1973 году и в 1974 годах были выпущены тиражом по 7 миллионов экземпляров. В первую пластинку вошли песни «Не надо» (С. Дьячков — О. Гаджикасимов), «Есть глаза у цветов» (О. Фельцман — Р. Гамзатов, перевод Я. Козловского), «Звёздочка моя ясная» (В. Семёнов — О. Фокина). Все песни исполнил Александр Лосев. Во вторую пластинку вошли «Честно говоря» (С. Дьячков — М. Ножкин), «Ты и я» (А. Лосев — С. Намин), «Больше жизни» (В. Семёнов — Л. Дербенёв), «Колыбельная» (О. Фельцман — Р. Гамзатов, перевод Я. Козловского). Три песни исполнил Александр Лосев, «Честно говоря» в исполнении Сергея Дьячкова. Вместе с популярностью песен стало известным название ансамбля «Цветы».
В 1973 году состоялась запись песни С. Дьячкова на стихи Павла Леонидова «Школьный бал» в исполнении ВИА «Самоцветы». Но пластинка с этой песней не поступила в продажу.
В течение 1974−1975 годов Дьячков хотел записать с «Цветами» несколько песен, в частности песню «Крокодил». Некоторые песни в исполнении А. Лосева, всё же были записаны, но не вышли в тираж под именем «Цветы» — «Ветка жасмина» (С. Дьячков — С. Ошанин), «Шарик» (С. Дьячков — Ю. Цейтлин).
В 1975 году после увольнения из филармонии и ухода из «Цветов» Стаса Намина, Александра Слизунова и Константина Никольского в течение полугода Владимир Семёнов руководил «Цветами», а Дьячков работал пианистом. Вскоре Семёнов и Дьячков покинули «Цветы» так как концертная деятельность им не нравилась.
С 1976 года Сергей Дьячков сотрудничал с ВИА «Синяя птица» под руководством Роберта и Михаила Болотных.
В 1980 году вышел авторский диск — гигант с песнями композитора «Наедине с собой» в исполнении ВИА «Синяя Птица».

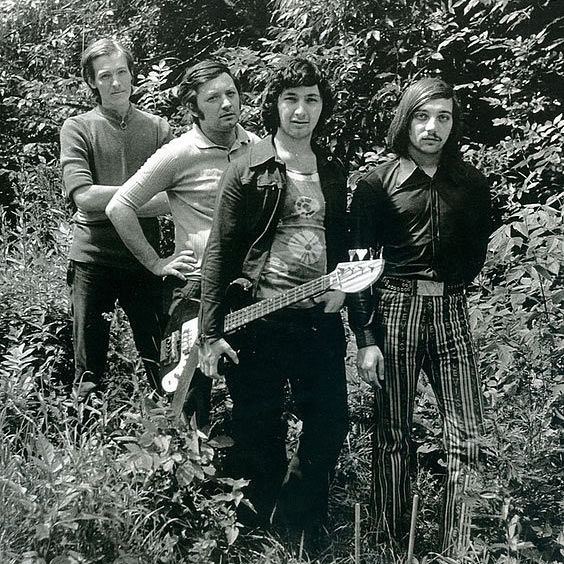
1972 г. А. Лосев, С. Дьячков, С. Намин, Ю. Фокин (Фото с обложки первой пластинки ВИА «Цветы»)

В октябре 1987 семья Дьячковых эмигрировала в Израиль.
С ноября 1987 Сергей Дьячков работал аккомпаниатором в балетной школе Александра Лившица в Иерусалиме, где и познакомился с Еленой. В начале 1988 года Светлана и Сергей Дьячковы развелись. В марте 1988 года Дьячков женился на Елене.
В конце 1988 года начал работать с ансамблем «Ми коль Ха-лев».
В 1989 году родилась дочь Екатерина. В 1991 году родился сын Павел.
В 1993 году Светлана Дьячкова с сыном Дмитрием вернулась в Москву.
В 1997 году вышел второй авторский диск — гигант композитора с песнями в исполнении советских ВИА «Цветы», «Самоцветы», «Голубые Гитары».
В 2001 году Дьячков вернулся в Россию и стал жить в Подольске Московской области, работать преподавателем музыки для детей в ДК завода имени Орджоникидзе.
В 2006 году Дьячков совместно с Геннадием Кобенком создал ансамбль «Честно говоря».
В 2006 году Дьячков написал музыку к фильму «Любовники», который вышел в прокат 18 июля.
Скончался от сердечного приступа 18 июля 2006 года.

## Личная жизнь
Увлекался футболом и шахматами.
После смерти Дьячкова жена Елена с детьми вернулись в Израиль.
Елена Ляско по образованию — педагог по танцам, балетмейстер. Работала звукорежиссёром.
Дочь Екатерина (Катрин) Ляско стала победительницей конкурса певцов tarbut.ru 2008 в Израиле. Дважды чемпионка Израиля по шахматам. В 2010 году стала победительницей конкурса молодых композиторов «Шарим Шира».
Сын Дмитрий Дьячков — музыкант.